# Jean-Luc Brunin
Pour les articles homonymes, voir Brunin.
Jean-Luc Brunin, né le 14 janvier 1951 à Roubaix dans le Nord, est un évêque catholique français, évêque du Havre depuis 2011. Prêtre ouvrier pendant 15 ans, il se fait connaître pour ses positions progressistes au sein de l'épiscopat français.

## Biographie

### Formation
D'origine modeste, son père était ouvrier dans l'industrie textile, il suit sa scolarité primaire et secondaire chez les frères maristes de Roubaix, puis son juvénat chez les frères maristes de Beaucamps-Ligny (Nord).
Après des études de lettres à l'université de Lille III, il poursuit sa formation philosophique et théologique au grand séminaire de Lille puis à l'Institut catholique de Paris, obtenant une licence canonique et une habilitation au doctorat.

### Prêtre puis évêque auxiliaire
Il est ordonné prêtre le 11 avril 1981 pour le diocèse de Lille par Adrien Gand. Son ministère sacerdotal reste très orienté vers le milieu ouvrier dont il est issu. Ainsi, il reste 15 ans « prêtre en monde ouvrier » dans le secteur sud de Roubaix de 1980 à 1995 et coordonnateur de la Mission ouvrière pour la zone de Roubaix de 1992 à 1995. Pendant cette période il s'engage résolument dans le dialogue avec les musulmans.
Il cumule ces engagements avec une mission d'enseignement comme professeur de théologie dogmatique et pastorale au séminaire de Lille de 1986 à 1995, avant de se consacrer totalement au séminaire interdiocésain de Lille-Arras-Cambrai dont il est le supérieur de 1995 à 2000.
Nommé évêque titulaire d'Usinaza et évêque auxiliaire de Lille le 20 avril 2000, il est consacré évêque le 28 mai de la même année par Gérard Defois, évêque de Lille, assisté par Jean Vilnet, évêque émérite de Lille et Jean-Paul Jaeger, évêque d'Arras.
Entre 2002 et 2005, il préside le Comité épiscopal français des migrations et des gens du voyage.

### Évêque d'Ajaccio
En mai 2004, il est nommé à la tête du diocèse d'Ajaccio où il succède à André Lacrampe, lui-même nommé archevêque de Besançon.
Dans les années 2000, Jean-Luc Brunin évoque une visite du couvent Saint-Dominique de Corbara géré par la communauté Saint-Jean et l'emprise de Marie-Dominique Philippe sur les religieux présents : « Les jeunes prêtres écoutaient en boucle les enseignements de leur fondateur Marie-Dominique, enregistrés sur des cassettes. Ils buvaient ses paroles, je n’en revenais pas ».
Le 9 novembre 2004, il est élu membre du Conseil Permanent de la Conférence des évêques de France, auquel il sera réélu en 2007. Le 30 octobre 2005, il est également nommé membre du Conseil pontifical pour les Migrants et les personnes en déplacement.
En Corse, il s'efforce de remettre de l'ordre dans l'Église locale, ce qui a entraîné des incompréhensions réciproques, et une forte opposition des fidèles notamment au sujet de l'affaire Polge à partir de 2009. 
Averti en mars 2011 par le nonce qu'il lui faudrait probablement quitter la Corse, il est finalement transféré au Havre le 24 juin 2011, où il succède à Michel Guyard qui se retire pour raison d'âge.

### Évêque du Havre
Sa prise de possession canonique se déroule le vendredi 23 septembre 2011 et son installation le dimanche suivant.
Le 9 novembre 2011, il est élu président du Conseil Famille et Société de la Conférence des évêques de France, à la tête duquel il restera jusqu'en 2017 où lui succédera Michel Aupetit, archevêque de Paris. Jean-Luc Brunin suscitera à ce poste de fortes d'oppositions, notamment sur les sujets liés au Mariage pour tous. En 2015, il participe au second synode des évêques sur la famille. Il est décrit par le vaticaniste Jean-Marie Guénois comme marqué par l'action sociale et le progressisme doctrinal, et grand opposant à la Manif pour tous.
Le 27 janvier 2017, il reçoit les insignes d'officier de la Légion d'honneur des mains de Nicolas Hulot qui le qualifie dans son allocution d'« ultra progressiste ».

## Prises de position et polémiques

### Sur le terrorisme en Corse
Le 14 janvier 2008, il condamne avec fermeté l'attentat qui a détruit des locaux de l'Assemblée territoriale Corse. Il encourage tous ceux qui cherchent à bâtir un avenir de paix par les moyens démocratiques.

### Corse: l'affaire Polge
Dans le cadre de la restructuration financière de l'Église catholique en Corse, Jean-Luc Brunin souhaitait imposer que chaque paroisse reverse ses revenus au diocèse qui en ferait ensuite la répartition. Plusieurs prêtres s'opposaient à ce système, dont l'archiprêtre Roger-Dominique Polge, qui fut révoqué en novembre 2009. Cela suscita l'opposition des fidèles qui manifestèrent pour montrer leur mécontentement. Il s'est ensuivi une suite de déclarations des parties et des soutiens dans la presse,,, critiquant notamment les méthodes de management de l'évêque. Ce dernier envoya son vicaire général Ange-Michel Valéry pour remplacer le curé révoqué, mais cela ne suffit pas à réparer la situation.
L'affaire se conclut sur le départ en 2011 de Jean-Luc Brunin pour le diocèse du Havre, et la réhabilitation de Roger-Dominique Polge par Rome en 2012.

### Mariage pour tous
Après le vote du Mariage pour tous, le Conseil Famille et Société (de la Conférence des évêques de France), qu'il préside, publie le 4 juin 2013 un document intitulé Poursuivons le dialogue !. Ce texte suscite une forte opposition d'une partie des catholiques, dont le philosophe Thibaud Collin qui considère que le texte n'est pas fidèle à l'enseignement des papes Paul VI et Jean-Paul II.
En 2014, le même Conseil Famille et Société, présidé par Jean-Luc Brunin, avait organisé, pour une formation nationale des délégués à la pastorale des familles le 19 mars, une intervention de la philosophe Fabienne Brugère qui suscite une levée de boucliers pour ses positions philosophiques. Jean-Luc Brunin doit finalement annuler cette rencontre, et répond à la polémique dans un long entretien dans l'Obs et dans Famille Chrétienne.

### Immigration
Le 2 août 2010, lors d'une interview sur Radio Vatican, il exprime son désaccord avec les positions de Nicolas Sarkozy sur l'immigration après l'avoir fait dans La Croix et La Vie. Il y dénonce également le lien entre insécurité et immigration.
Le 9 février 2022, il signe une tribune dans La Croix incitant à ne pas voter pour l'extrême-droite.

### Autres sujets de politique française
En octobre 2014, il critique la suppression de l'universalité des allocations familiales lorsque le gouvernement de Manuel Valls annonce leur modification.
En 2016, il demande publiquement la suspension de la loi El Khomri.

## Distinction
- Officier de la Légion d'honneur (Décret du 13 juillet 2016 du président de la République[31])

## Devise épiscopale
« Jusqu'à ce qu'Il vienne » (1Co 11,26).

## Publications
- Postface de Homosexuels catholiques : sortir de l'impasse, de Claude Besson, Ed. de l'Atelier, 2018  (ISBN 9782708245822)
- Nouveaux modes de vie ? L'appel de Laudato Si', du conseil Famille et Société de la Conférence des Evêques de France, Ed. Mame, 2017  (ISBN 9782204122221)
- Le monde est notre maison commune, Réponse d'un évêque au déclinisme ambiant, Ed. de l'Atelier, 2017  (ISBN 9782708245532)
- Synode sur la vocation et la mission de la famille dans l'Eglise et le monde contemporain, 25 théologiens répondent, Ed. Bayard, 2015  (ISBN 9782227488564)
- Les Familles, l'Église et la société : la nouvelle donne, Ed. Bayard, 2013  (ISBN 9782227486706)
- Préface de Chrétiens et musulmans, frères devant Dieu ?, de Chris Van Nispen Tot Sevenaer, Ed. de l'Atelier, 2009  (ISBN 9782708240438)
- Les Eglises, les migrants et les réfugiés : 35 textes pour comprendre, coordonné par Bernard Fontaine, Ed. de l'Atelier, 2006  (ISBN 9782708238923)
- L'islam... tout simplement, Ed. de l'Atelier, 2003  (ISBN 9782708237056)
- L'Eglise des banlieues : l'urbanité, quel défi pour les chrétiens, Ed. de l'Atelier, 1998  (ISBN 9782708233591)